# ساشا باره‌سی
ساشا باره‌سی (انگلیسی: Sasha Barrese؛ زادهٔ ۲۴ آوریل ۱۹۸۱) یک هنرپیشه و مانکن اهل ایالات متحده آمریکا است.

## گزیدهٔ آثار

### سینما
- خماری: قسمت سوم (۲۰۱۳)
- خماری: قسمت دوم (۲۰۱۱)
- بگذار وارد شوم (۲۰۱۰)
- خماری (۲۰۰۹)
- حلقه (۲۰۰۲)
- لگالی بلاند (۲۰۰۱)
- پای آمریکایی (۱۹۹۹)

### تلویزیون
- سوپرنچرال (۲۰۰۷)
- سی‌اس‌آی: میامی (۲۰۰۶)